# Blakea rosea
Blakea rosea là một loài thực vật có hoa trong họ Mua. Loài này được (Ruiz & Pav.) D. Don mô tả khoa học đầu tiên năm 1823.